# Старояванский язык
Староява́нский язык (яв. Basa Jawa Kuna; самоназвание — ꦨꦴꦰꦴꦗꦮ Bhāṣa Jawa) — древнейший вариант яванского языка. Был распространён в тех же районах, что и современный яванский язык сейчас: восточная часть Центральной Явы и вся Восточная Ява. Относится к западным малайско-полинезийским языкам, родственен старомалайскому языку. Старояванский охватывает период приблизительно в 500 лет с IX века до основания империи Маджапахит (конец XIII века). Язык, используемый в империи, в дальнейшем претерпел некоторые изменения и был ближе к современному яванскому.
Санскрит оказал глубокое влияние на старояванский язык. Старояванско-английский словарь, написанный профессором Питом Зутмулдером в 1982 году, содержит около 25 500 санскритских влияний, не менее 12 500 из которых — заимствования. Тем не менее, данный факт не отражает использование санскритской лексики. Заимствования из санскрита использовались преимущественно в литературных произведениях и составляли приблизительно 25 % от текста. Свидетельств о влиянии со стороны других индийских языков нет, что отличается от ситуации с соседним старомалайским языком.
Литература на старояванском языке делилась на несколько жанров, одним из которых является форма классической поэзии какавин.